# Reventó
Reventó es el octavo álbum de estudio de Héctor Lavoe como cantante solista. Fue lanzado el año 1985 bajo el sello Fania Records. Este álbum fue producido por Jerry Masucci y Puchi Lavoe.
Este disco entró en la categoría tropical/salsa y Top Latin Albums del ranking Billboard de 1985. Se mantuvo en las lista de éxitos musicales hasta noviembre de ese año.

## Ranking Billboard
| U.S. Billboard Albums |                                   |          |
| Año                   | Chart (Lista de éxitos musicales) | Posición |
| 1985                  | U.S. Billboard Tropical/Salsa     | 8        |
| 1985                  | U.S. Billboard Top Latin Albums   | 12       |

## Lista de canciones
| N.º | Título                         | Compositor(es)                  | Duración |  |
| 1.  | «¿De qué tamaño es tu amor?»   | Reynaldo Armas                  | 3:31     |  |
| 2.  | «La vida es bonita»            | Cacho Castaña                   | 4:10     |  |
| 3.  | «Don Fulano de Tal»            | Blanca Garcia                   | 3:44     |  |
| 4.  | «La fama»                      | Héctor Lavoe                    | 5:20     |  |
| 5.  | «Déjala que siga»              | Edgardo Donato                  | 6:23     |  |
| 6.  | «Cáncer»                       | Joe Jackson                     | 6:50     |  |
| 7.  | «¿Por qué no puedo ser feliz?» | E. Sisterna, R. Galan, L. Galan | 4:17     |  |

## Personal

### Músicos
- Voz: Héctor Lavoe
- Coros: Héctor Lavoe, Milton Cardona, José Mangual Jr., Brenda Feliciano (en La vida es bonita) y Juancho Viloria (en ¿Por qué no puedo ser feliz?).
- Maracas: Héctor Casanova
- Güiro: Johnny Pacheco
- Guitarra: Mario Andreola
- Vibráfono y cuica: Ricardo Marrero
- Trombones: Lewis Khan y Leopoldo Pineda
- Piano: Joe Torres, Isidro Infante y Richie Ray (en Cáncer).
- Flauta: Johnny Pacheco (en Déjala que siga).
- Bajo: Salvador Cuevas
- Bongos y campana: Pablo Rosario
- Congas y percusión menor: Milton Cardona
- Timbales: John Andrews

### Créditos
- Productor: Jerry Masucci
- Asistente de productor: Puchi Lavoe
- Director de grabación: Johnny Pacheco
- Ingeniero de sonido: Irving Greenbaum
- Arreglos musicales: José Madera, Isidro Infante y Louie Ramírez.